# Provincia de Huari

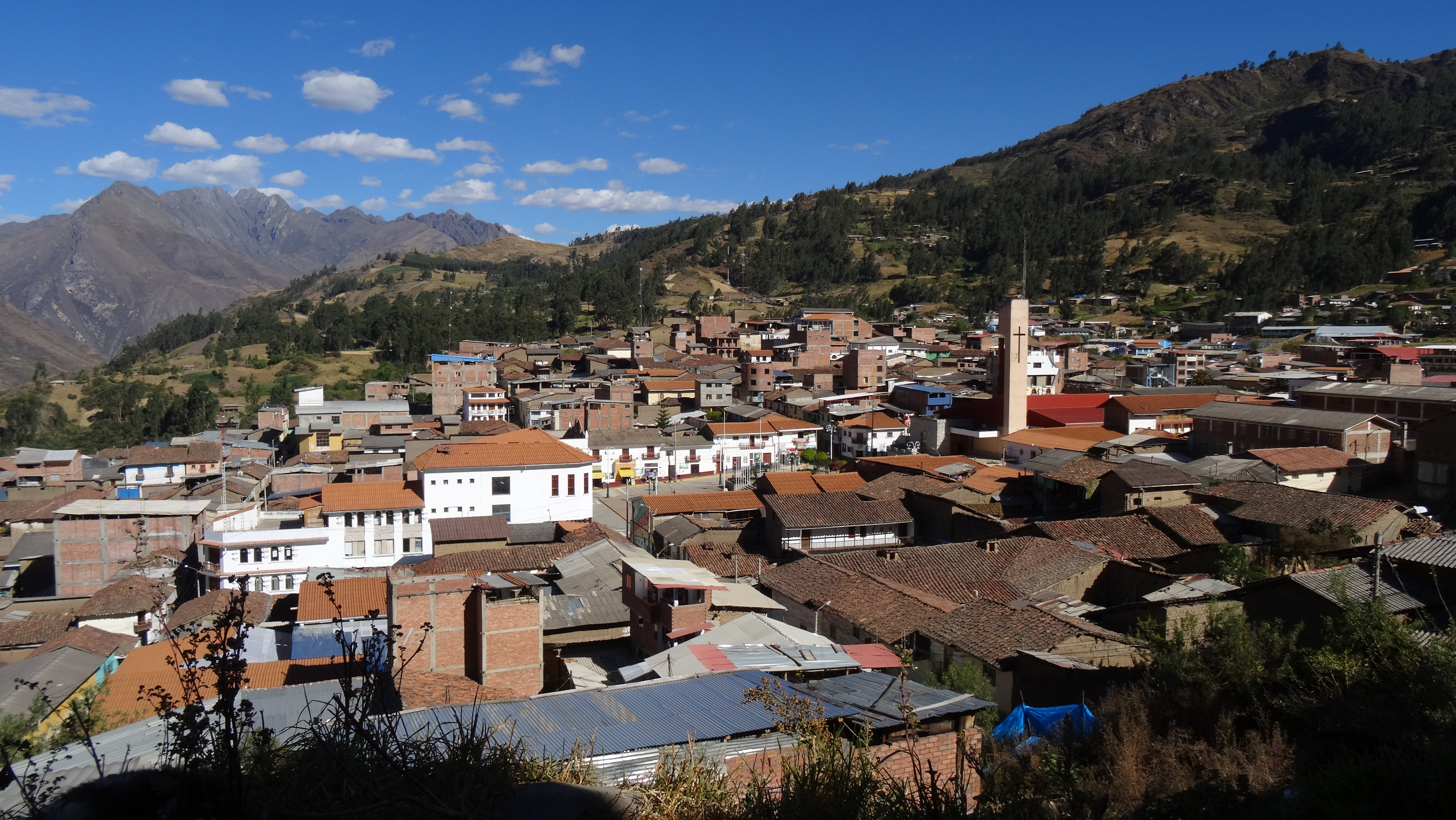
Ciudad de Huari, capital de la provincia homónima, vista desde su perímetro oeste.

La provincia de Huari es una de las veinte que conforman el departamento de Áncash en el Perú. Limita al norte con las provincias de Antonio Raimondi, Carlos Fermín Fitzcarrald y Asunción; por el este con el departamento de Huánuco; por el sur con la provincia de Bolognesi, y al oeste con las provincias de Recuay, Huaraz y Carhuaz.

## Historia
En esta provincia se encuentran los restos arqueológicos de Chavín de Huantar.
En lo que respecta al origen histórico del topónimo Huari, el nombre corresponde a un dios mayor de la sierra central y norte, que poseía varios santuarios durante el período precolombino. Uno de ellos fue el de Chavín de Huántar, en donde se hallaba el ídolo llamado hoy Lanzón.

## División administrativa

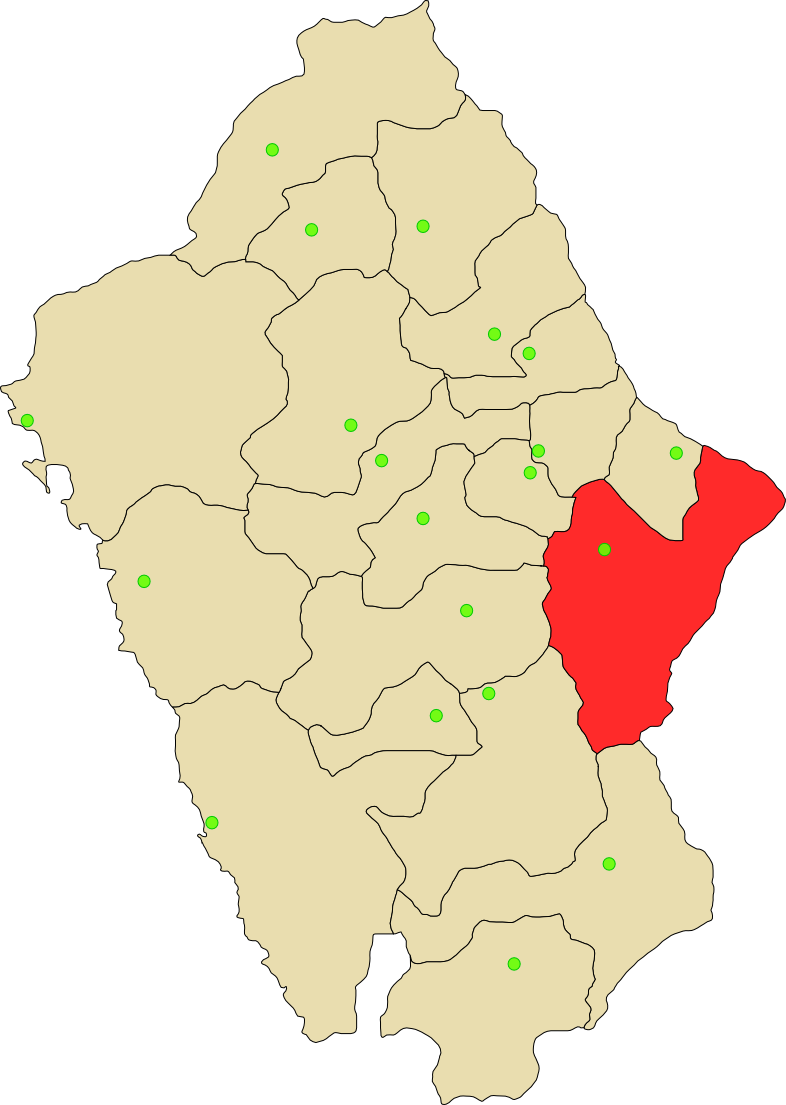
Mapa de la provincia de Huari en Áncash

Esta provincia se divide en dieciséis distritos.
| Ubigeo | Distrito           | Capital           | Fundación                               |
| ------ | ------------------ | ----------------- | --------------------------------------- |
| 021001 | Huari              | Huari             | Época indep.                            |
| 021002 | Anra               | Anra              | Ley 23533, del 24 de diciembre de 1982  |
| 021003 | Cajay              | Cajay             | Ley 13497, del 13 de enero de 1961      |
| 021004 | Chavín de Huántar  | Chavín de Huántar | Época indep.                            |
| 021005 | Huacachi           | Huacachi          | 14 de octubre de 1901                   |
| 021006 | Huacchis           | Huacchis          | Ley 23533, del 24 de diciembre de 1982  |
| 021007 | Huachis            | Huachis           | 2 de febrero de 1956                    |
| 021008 | Huántar            | Huántar           | Época indep.                            |
| 021009 | Masin              | Masin             | Ley 12635, del 2 de febrero de 1956     |
| 021010 | Paucas             | Paucas            | Ley 12313, del 10 de mayo de 1955       |
| 021011 | Pontó              | Pontó             | Ley 9825, del 30 de septiembre de 1943  |
| 021012 | Rahuapampa         | Rahuapampa        | Ley 12845, del 11 de octubre de 1957    |
| 021013 | Rapayán            | Rapayán           | Ley 11862. del 16 de septiembre de 1952 |
| 021014 | San Marcos         | San Marcos        | Época indep.                            |
| 021015 | San Pedro de Chaná | Chaná             | 10 de junio de 1955                     |
| 021016 | Uco                | Uco               | Época indep.                            |

## Capital
La capital de esta provincia es la ciudad de Huari.

### Ubicación geográfica
La provincia de Huari se encuentra ubicada en la zona central y oriental del departamento de Ancash. El rango altitudinal va desde los 2 150 m s. n. m. hasta los 6 370 m s. n. m., comprende las siguientes regiones naturales:
- Yunga (2 150 a 2 300 m s. n. m.)
- Quechua (2 300 a 3 500 m s. n. m.)
- Suni o Jalca (3 500 a 4 000 m s. n. m.)
- Puna (4 000 a 4 500 m s. n. m.)
- Janca (4 500 a 6 370 m s. n. m.)

Su clima es variado y rige de acuerdo a su rango altitudinal, que va desde cálido-templado en Yunga fluvial hasta frígido en Janca; su relieve es muy accidentado en toda su extensión territorial. Presenta valles estrechos, ríos profundos y cordilleras altas, los que originan formaciones naturales, climas y microclimas diversos. Por otro lado, existe una gran dispersión poblacional y presencia de suelos de baja.

## Autoridades

### Regionales
- Consejeros regionales
  - 2019-2022[1]

  1. Aldegunda Tatiana Chávez Blas (Partido Democrático Somos Perú)
  2. Edgardo Leónides Solís Narro (Movimiento Regional El Maicito)

### Municipales
- 2023-2026[1]
  - Alcalde: Lorgio Ríos Ocaña, del Movimiento Independiente Regional Áncash a la Obra.
  - Regidores:

  1. Severo Aguirre Rojas (Movimiento Independiente Regional Áncash a la Obra)
  2. Asunta Torres Jara (Movimiento Independiente Regional Áncash a la Obra)
  3. Walter Calero Flores (Movimiento Independiente Regional Áncash a la Obra)
  4. Alejandro Constantino Jara Asencios (Movimiento Independiente Regional Áncash a la Obra)
  5. Tomas Donato Chávez Silva (Movimiento Independiente Regional Áncash a la Obra)
  6. Wilson Yamil Rodríguez Yauri (Movimiento Independiente Regional Áncash a la Obra)
  7. Wilber Salas Reynoso (Partido Democrático Somos Perú)
  8. Fabián Teodorico Reynoso Asencios (Movimiento Regional El Maicito)
  9. Yoder Lenin Príncipe Beteta (Acción Popular)

## Festividades
- 1 al 14 de octubre y 1 al 2 de noviembre: Virgen del Rosario, llamada localmente Mama Huarina. Es la patrona de Huari.